# Mik Soss
Mik Soss, slovenski glasbenik, * 7. januar 1929, Ljubljana, † 6. april 2004, Reka.
Mik Soss je bil basist in baritonist Ansambla bratov Avsenik v njihovih najuspešnejših letih. Pri njih je igral med letoma 1955 in 1989.

## Življenje
Mik Soss se je rodil kot Nikolaj Soss 7. januarja 1929 v ljubljanski trgovski družini. Imel je dva mlajša brata. Karel, imenovan Ati, je postal znan džezovski glasbenik in klarinetist, drugi brat je bil Jurij, ki se je z glasbo in igranjem na diatonično harmoniko ukvarjal le ljubiteljsko. Starša sta želela, da bi postal zdravnik, vendar so vsi trije bratje Soss podedovali glasbeni talent po mami, ki je imela absoluten posluh in je igrala klavir. Mik je končal srednjo glasbeno šolo iz pozavne in nato hkrati študiral ekonomijo in obiskoval glasbeno akademijo, kjer je diplomiral.
Njegov talent je opazil Bojan Adamič in ga šestnajstletnega povabil k sodelovanju v Plesnem orkestru Radia Ljubljana (današnji Big Band RTV Slovenija), kar je Soss tudi sprejel. Obenem je igral tudi pri takrat zelo uspešnem študentskem ansamblu Veseli berači. V orkestru je spoznal kitarista Leva Ponikvarja, klarinetista Vilka Ovsenika in trobentača Franca Koširja. Leta 1955 je začel sodelovati z Ansamblom bratov Avsenik, od 1. januarja 1960  tudi poklicno, kar je istočasno storil tudi kitarist Lev Ponikvar. Bojan Adamič jima je pri tem pomagal in jima polletni odpovedni rok skrajšal na minimum. Mik Soss je bil po ocenah strokovnjakov vrhunski basist, ki še danes velja za pojem ritma, po katerem se zgledujejo glasbeniki, v ansamblu pa je bil tudi odgovoren za finance. Instrumentalisti so prejemali 30 % več kot pevci.
Aprila leta 1989 se je upokojil zaradi okvare sluha, najverjetneje pridobljene zaradi glasnega ozvočenja. V pokoju se je pogosto predajal svoji drugi ljubezni poleg glasbe, jadranju. Imel je jadrnico, ki jo je poimenoval Golica. 6. aprila 2004 je umrl na hrvaški Reki, ko je padel z lestve med urejanjem svoje jadrnice za prodajo in se pri tem smrtno ponesrečil. Z ženo Milenko sta pokopana na ljubljanskih Žalah.

## Zlati abonma
V Begunjah na Gorenjskem so med novembrom 2007 in aprilom 2008 izvedli Avsenikov zlati abonma, niz osmih koncertov, posvečenih članom Ansambla bratov Avsenik iz najbolj uspešnega obdobja ansambla. 4. koncert je bil posvečen Miku Sossu. Na koncertih so sodelovali najbolj znani slovenski narodnozabavni ansambli in njihovi gostje. Režiser Slavko Hren je s pomočjo scenarista Gregorja Avsenika (sina Slavka Avsenika) združil posnetke s koncerta in arhivske glasbene posnetke v oddaje, ki so bile izdane na DVD-jih pri Založbi kaset in plošč RTV Slovenija. Zlati abonma je bil ponovno izveden med novembrom 2012 in majem 2013.